# Tom Court
Thomas Gordon Court, detto Tom (Brisbane, 6 novembre 1980), è un ex rugbista a 15 australiano, che è stato internazionale con l'Irlanda con la quale può vantare 32 presenze.

## Biografia
Originariamente pesista, Court si avvicinò al rugby nel 2001 a vent'anni quando, durante le lezioni, lesse un annuncio dell'Università del Queensland tramite il quale si cercavano giocatori; in seguito raccontò di avere deciso di affrontare la disciplina rugbistica principalmente per perdere peso; nel 2004 entrò nelle giovanili dei Reds per i quali debuttò nel 2004 in Super 12.
Nel 2006, grazie al fatto che suo nonno era nativo di Limerick, Court fu ingaggiato in Celtic League dalla formazione dell'Irlanda del Nord dell'Ulster, affiliata alla federazione irlandese, e fu anche idoneo per giocare nelle selezioni nazionali di tale Paese.
Nel corso del Sei Nazioni 2009 Court debuttò in Nazionale al Flaminio di Roma contro l'Italia; fece anche parte della squadra che partecipò alla Coppa del Mondo di rugby 2011 in Nuova Zelanda.
Nel 2013, ultimato il tour irlandese in Nordamerica, Court si trovava in vacanza a Brisbane dalla sua famiglia, quando ricevette la convocazione da parte di Warren Gatland, C.T. dei British Lions in quei giorni in tour in Australia, come rimpiazzo d'emergenza di elementi in quel momento indisponibili; Court fu schierato in un incontro infrasettimanale contro i Melbourne Rebels senza valore di test match.